# Архиепархия Градо
Архиепархия Градо (лат. Archidioecese Gradensi), бывший Патриархат Градо (лат. Patriarchatus Gradensis) — титулярная архиепархия-митрополия Римско-католической церкви. В настоящее время кафедру возглавляет титулярный архиепископ Диего Каузеро.

## История
В 568 году лангобарды вторглись во Фриули и завладели всем севером Италии, отвоевав его у Византийской империи. Византия сохранила за собой лишь территории в прибрежных районах, включая город Градо, древний порт в архиепархии Аквилеи. Сюда Павлин, архиепископ Аквилеи, спасаясь от вторжения лангобардов и находясь в расколе со Святым Престолом, перенёс архиерейскую кафедру и мощи святых в Градо и провозгласил город патриархатом. В 579 году римский папа Пелагий II распространил юрисдикцию патриарха Ильи на митрополию Венеции и Истрию. В 580 году патриарх Илья перестроил базилику Святой Евфимии
В 607 году после смерти раскольника патриарха Севера патриархат Аквилеи окончательно разделился на патриархат Градо в общении со Святым Престолом при покровительстве Смарагда, экзарха Византии и патриархат Аквилеи, который опирался на поддержку Гизульфа II, герцога Фриули. После преодоления раскола на соборе в Павии в 698 году патриархаты Аквилеи и Градо не были объединены из-за политической целесообразности. В 717 году патриархаты Аквилеи и Градо окончательно определились с границами юрисдикций. В 731 году патриархат Градо получил в качестве епархий-суффраганов диоцезы в Истрии и Венецианском герцогстве. В 802 году армия венецианцев напала на патриарха Градо из-за поддержки, которую он оказывал франкам в их попытке завоевать Венецианское герцогство. Патриарх пережил осаду в башне. В 827 году на соборе в Мантуе была предпринята безуспешная попытка объединить патриархаты Градо и Аквилеи.
С 1105 года патриархи Градо стали постоянно проживать в городе Венеции. Они перенесли свою кафедру в церковь Святого Сильвестра. 24 апреля 1198 года римский папа Иннокентий III поручил патриарху Аквилеи Пеллегрину II стать посредником в споре между Эцелием II Монахом из дома Эццелинов и патриархом Градо после снятия с Эцелия отлучения, которое на него возложил патриарх. В 1440 году римский папа Григорий XII упразднил епархию Гераклеи в составе патриархата Градо. В 1448 году в патриархат была включена епархия Эмоны по принципу in commendam. 8 октября 1451 года буллой Regis Aeterni римского папы Николая V патриархат Градо был упразднён, титул патриарха был передан новому патриархату Венеции. С 1968 года бывший патриархат был преобразован в титулярную архиепархию Градо.

## Ординарии епархии

### Титулярные архиепископы
- Хосе Лопес Ортис, O.S.A. (18.02.1969 — 4.03.1992);
- Крещенцио Сепе (2.04.1992 — 21.02.2001);
- Диего Каузеро (24.02.2001 — по настоящее время).